# Nikhil Banerjee
Nikhil Ranjan Banerjee, in bengali নিখিল রঞ্জন ব্যানার্জী (Calcutta, 14 ottobre 1931 – 27 gennaio 1986), è stato un compositore e musicista indiano.
Sitarista classico, considerato tra i virtuosi dello strumento, è deceduto a soli 55 anni a causa di un attacco di cuore.

## Discografia parziale
In questa lista sono inseriti solo alcuni album anche postumi.
- 1970 - Afternoon Ragas
- 1982 - Live: Misra Kafi
- 1982 - The Hundred-Minute Raga: Purabi Kalyan
- 1986 - Immortal Sitar of Pandit Nikhil Banerjee, Ragas: Purabi Kalyan, Zila-Kafi, Kirwa
- 1991 - Lyrical Sitar
- 1995 - Rag Hemant 1970
- 1996 - Raga Patdeep
- 1998 - Berkeley 1968